# Lis Cuesta Peraza
Lis Cuesta Peraza (Holguín, 28 de marzo de 1971) es una política y exejecutiva de turismo cubana que es la actual Primera Dama de Cuba desde 2018 como segunda esposa de Miguel Díaz-Canel, Primer Secretario del Partido Comunista y Presidente de Cuba. Es la primera mujer en ser llamada «Primera Dama» por los medios estatales cubanos desde la década de 1960.